# Didier Anzieu
Pour les articles homonymes, voir Anzieu.
Didier Anzieu, né le 8 juillet 1923 à Melun et mort le 25 novembre 1999 à Paris 5e, est psychanalyste, professeur de psychologie à l'université Paris X-Nanterre de 1964 à 1983, et membre de l'Association psychanalytique de France.

## Biographie

### Années de formation
Didier Anzieu fait ses études au lycée de Melun, puis au lycée Henri-IV où il est élève de classe préparatoire littéraire. En 1944, il réussit le concours d'entrée de l'École normale supérieure, où il est condisciple de Jean Laplanche et de J.-B. Pontalis. Il obtient l'agrégation de philosophie en 1948, puis réalise un parcours de psychologie à l'Institut de psychologie de Paris, où il est notamment l'assistant de Daniel Lagache en 1951. Il soutient en 1957 une thèse d'État intitulée L'auto-analyse : son rôle dans la découverte de la psychanalyse par Freud, sa fonction en psychanalyse, dirigée par Juliette Favez-Boutonier et publiée en 1959 sous ce même titre aux Presses universitaires de France.

### Parcours clinique
Il est psychologue stagiaire dans un service de dermatologie où il travaille notamment avec des patients souffrant d’eczéma, « pratique où prendrait source sa première intuition de la notion de Moi-Peau ». Il s'initie durant ces années de formation au psychodrame analytique auquel il consacre sa première thèse, et travaille comme psychologue clinicien au Centre psychopédagogique Claude Bernard, à Paris.

### Parcours universitaire
Didier Anzieu est professeur de psychologie à l'université de Strasbourg (1955-1964), puis il rejoint en 1964 l'université de Nanterre, participant en tant qu'enseignant-chercheur aux premières années d'une université dont l'ouverture se réalise en 1964, comme « annexe » universitaire de la Sorbonne. Il impulse la fondation du département de psychologie à Nanterre, qui est réalisé avant la fin des années 1960. Il s'est efforcé, plus largement, aux côtés de Juliette Favez-Boutonier qui enseigne à Censier, d'obtenir l'autonomie des études de psychologie par rapport à la philosophie. Il devient professeur émérite en 1983.

### Parcours psychanalytique
Il commence une première cure psychanalytique avec Jacques Lacan, ignorant que celui-ci a été l'analyste de sa mère alors qu'elle était internée à l'hôpital Sainte-Anne, à Paris, et qu'il a décrit, dans sa thèse de médecine, son travail thérapeutique avec elle, sous le nom de «cas Aimée». Didier Anzieu entreprend une seconde analyse avec Georges Favez, membre de l'Association psychanalytique de France.
Didier Anzieu a commencé sa formation de psychanalyste en 1953, en devenant élève à la Société psychanalytique de Paris. Il participe aux scissions successives avant de contribuer en 1964 à la fondation de l'Association psychanalytique de France, aux côtés de Jean Laplanche, Jean-Claude Lavie, J.-B. Pontalis, Victor Smirnoff, et Daniel Widlöcher.
Il a été l'un des fondateurs du Syndicat des psychologues psychanalystes, créé le 15 décembre 1953 à son domicile, avec le soutien de Georges Mauco qui en prend la présidence, de Daniel Lagache. Didier Anzieu rédige les statuts du syndicat, qui disparaît de fait dans les années 1970.

## L’œuvre de Didier Anzieu
Il a laissé une œuvre importante en psychanalyse, notamment une conceptualisation du Moi-Peau, des recherches sur les groupes et sur la créativité artistique. Le corps de l'œuvre (1981) qui porte sur le travail créateur est écrit dans la continuité de  L'auto-analyse de Freud et la découverte de la psychanalyse, ouvrage plusieurs fois remanié selon ses éditions successives (1959, 1975, 1988).

### L'auto-analyse de Freud — et la découverte de la psychanalyse
L'auto-analyse de Freud - et la découverte de la psychanalyse est devenu un ouvrage de référence dans l'histoire de la psychanalyse depuis sa première édition en 1959 et sa nouvelle édition en 2 volumes de 1975. La 3e édition largement remaniée en 1988 comporte un seul volume.
Selon Catherine Chabert qui se réfère plutôt à la 3e version remaniée de 1988 rendue « accessible aux lecteurs d'aujourd'hui », L'auto-analyse « est entièrement organisée autour des grandes découvertes freudiennes: la découverte du sens des rêves, la découverte du complexe d'Œdipe, la découverte du fantasme de scène primitive, la découverte de l'angoisse de castration ».
Sophie de Mijolla-Mellor écrit : « À une époque où l'histoire de la psychanalyse n'avait encore qu'une place très limitée en France, Didier Anzieu a produit à la fois un ouvrage de référence pour les chercheurs et un exemple précieux de l'inséparabilité de la théorie psychanalytique d'avec l'histoire de la production de ses concepts donc de ses auteurs ».

### LeMoi-Peau
Didier Anzieu développe le concept de Moi-Peau dans un article publié dans la Nouvelle revue de psychanalyse (1974), puis dans l'ouvrage éponyme. La fonction du Moi-Peau est, selon René Roussillon, de «proposer une première forme de délimitation entre le moi et son environnement». R. Roussillon souligne qu'«une enveloppe délimite un dedans et un dehors, et forme la barrière à partir de laquelle tout ce qui pénètre au-dedans doit et va être transformé en fonction des particularités du “milieu interne” ainsi défini» (idem), mais que, selon Anzieu, «ce processus de différenciation ne peut s'effectuer sans un temps préalable, celui de la construction d'une peau commune entre mère et enfant» (p.25). La qualité de cette peau étant «dépendante de la qualité des soins maternels et des satisfactions données à la pulsion d'attachement et à la communication précoce» entre l'enfant et son environnement maternant.

### Les groupes restreints et leur dynamique
Il mène des recherches théorico-cliniques sur les groupes, et la dynamique de groupes, s'appuyant notamment sur les travaux de Wilfred R. Bion et introduisant la notion d'enveloppe sonore. Il fonde en 1962 le CEFFRAP (Cercle d'études françaises pour la formation et la recherche active en psychologie) avec René Kaës et d'autres proches, universitaires, psychanalystes, psychologues, ou médecins.

### Création artistique et travail créateur
À partir de l'influence d'autres psychanalystes comme Mélanie Klein et Heinz Kohut, il a tenté avec beaucoup de finesse, d'analyser non pas les œuvres d'art mais « le processus créatif », la création.
Il analyse l'œuvre de Samuel Beckett, sur le plan de la création littéraire, et l'œuvre de Bacon, sur la création artistique, dans une tentative de modélisation d'une topologie propre aux créateurs.
Il s'est formé au psychodrame, aux côtés de Mireille Monod et Évelyne Kestemberg, puis de Philippe Gravel et Geneviève Testemale, à la dynamique des groupes, à la pédagogie.

### Activité d'édition
Didier Anzieu a dirigé deux collections d’ouvrages : la collection Psychismes, destinée aux monographies, et la collection Inconscient et culture, en collaboration avec René Kaës, destiné à des recherches collectives, ces deux collections sont édités par Dunod.

## Le fonds Anzieu
Le fonds Anzieu a été déposé en 2007 à la bibliothèque Sigmund Freud à Paris, puis il a été transféré en juin 2013 au département des Manuscrits de la Bibliothèque nationale de France, rejoignant ainsi le fonds psychanalytique de la bibliothèque.
Didier Anzieu est l'époux de la psychanalyste Annie Anzieu, cofondatrice en 1994, avec Florence Guignard, de la Société européenne pour la psychanalyse de l'enfant et de l'adolescent (SEPEA). Leur fille, Christine Anzieu-Premmereur, est psychanalyste, membre de la SPP et pédopsychiatre à New York, où elle dirige un programme parents-bébé au Centre de formation et recherche en psychanalyse de l'Université Columbia.

## Publications

### Ouvrages
- L'auto-analyse de Sigmund Freud (thèse universitaire), Paris, PUF, 1re édition, 1959. Nouvelle édition, L'auto-analyse de Freud — et la découverte de la psychanalyse, Paris, PUF, 1975; rééd. Paris, PUF, 1998,  (ISBN 2130420842).
- Les Méthodes projectives, en collaboration avec Catherine Chabert, Paris, PUF, coll. "Quadrige",  (ISBN 2130535364).
- Le travail psychanalytique dans les groupes, t. I, Paris, Dunod, 1972, coll. "Inconscient et culture",  (ISBN 978-2-04-009241-2).
- Crise, rupture et dépassement : analyse transitionnelle en psychanalyse individuelle et groupale. en collaboration avec René Kaës, José Bleger, etc., Paris, Dunod, 1979,  (ISBN 2040115951).
- Le corps de l'œuvre, essais psychanalytiques sur le travail créateur, Paris, Gallimard, 1981 (ISBN 2-07-025532-8).
- Le Moi Peau, Paris, Dunod, 1985,  (ISBN 210002793X).
- Une peau pour les pensées : entretiens de Didier Anzieu avec Gilbert Tarrab sur la psychologie et la psychanalyse, Paris, Clancier-Guénaud, 1986,  (ISBN 978-2862150833).
- (Article) Beckett et Bion, Revue Française de psychanalyse, 1989, vol. 53, n°5, 1405-1415, en ligne sur Gallica.
- Samuel Beckett, Paris, Mentha-Archimbaud, 1992; réed., Paris, Le Seuil-Archimbaud, 2004; éd. poche, Paris, Gallimard, 1999, coll. « Folio essais »,  (ISBN 2070407764).
- Francis Bacon, portrait de l'homme désespéré, en collaboration avec Michèle Monjauze, Vevey, L'Aire-Archimbaud, 1993; rééd. Le Seuil-Archimbaud, 2004.
- Le penser. Du moi-peau au moi-pensant, Paris, Dunod, 1994, 179 p. (ISBN 2-10-001678-4).
- Créer, détruire, Paris, Dunod, 1996, 280 p. (ISBN 2-10-003011-6).
- Collectif, La Sublimation, les sentiers de la création, Paris, Sand & Tchou, 1997,  (ISBN 271070594X).
- Le groupe et l’inconscient. L’imaginaire groupal, Paris, Dunod, 1999,  (ISBN 2100042742).
- Collectif, Les Enveloppes psychiques, Paris, Dunod, 2003,  (ISBN 2100070495).
- Le psychodrame analytique chez l'enfant et l'adolescent, Paris, PUF, 2004 (ISBN 2-13-054395-2).
- La dynamique des groupes restreints, Paris, PUF, 2007, coll. "Quadrige",  (ISBN 2130558879).
- Fantasme et formation, en collaboration avec René Kaës, Louis-Vincent Thomas, Paris, Dunod, 2007,  (ISBN 2100508334).
- Psychanalyse et limites, en collaboration avec Catherine Chabert, Paris, Dunod, 2007,  (ISBN 9782100507535).
- Le travail de l'inconscient, Paris, Dunod, 2009, 939 p. (ISBN 978-2-10-052916-2).

### Articles et chapitres d'ouvrages
- Didier Anzieu, « Intervention au discours de Lacan à Rome 1953 », La Psychanalyse, n° 1, p. 228-231 [lire en ligne], rééd. dans Le travail de l'Inconscient, 2009, chap. 6, p. 151-158
- [récit autobiographique] « Didier Anzieu », dans Françoise Parot et Marc Richelle, Psychologues de langue française : autobiographies, PUF, 1992 (ISBN 9782130445210, lire en ligne), p. 253-261.